# Instint (pel·lícula)
Instint (títol original: Instinct) és una pel·lícula estatunidenca dirigida per Jon Turteltaub, estrenada el 1999. Ha estat doblada al català.
Aquest film està inspirat en una trilogia de l'autor americà Daniel Quinn, composta d' Ishmael, The Story of B, i Professora busca alumna amb desig de salvar el món.
http://www.encyclocine.com/index.shtml?menu=5213&film=30210

## Argument
Un primatòleg: Ethan Powell (Anthony Hopkins), exilat a Rwanda per a un estudi sobre un grup de goril·les, es troba presoner allà per l'homicidi de dos oficials ruandesos. En el seu trasllat a una presó federal dels Estats Units, a la seva arribada a l'aeroport, agredeix dos oficials de policia que el vigilaven.
El primatòleg asocial, violent i tancat en un mutisme profund és llavors ubicat a la zona d'alta seguretat entre els malalts mentals.
Un jove de talent, i ambiciós psiquiatre, el Dr. Theo Caulder (Cuba Gooding Jr.)  investiga sobre Ethan Powell i descobreix que ha viscut dos anys entre goril·les. Veient-hi l'ocasió d'impulsar la seva carrera, Caulder obté l'autorització d'encarregar-se del dossier.
Però en el transcurs de les entrevistes, s'enceta una relació entre els dos homes, i comença una iniciació per al jove metge Caulder, que canviarà la seva vida.

## Repartiment
- Anthony Hopkins: Ethan Powell
- Cuba Gooding Jr.: Theo Caulder
- Donald Sutherland: Ben Hillard
- Maura Tierney: Lynn Powell
- George Dzundza: Dr. John Murray
- John Ashton: Guard Dacks
- John Aylward: Warden Keefer
- Thomas Q. Morris: Pete
- Doug Spinuzza: Nicko
- Paul Bates: Bluto
- Rex Linn: Guardia Alan
- Rod McLachlan: Guardia Anderson
- Kurt Smildsin: Guardia 1
- Jim R. Coleman: Guardia 2
- Tracey Ellis: Annie

## Crítica
- "En principi la idea de la qual parteix la pel·lícula no està malament, però el film té aroma a refregit -El silenci dels anyells pesa molt-. En resum, ni Hopkins se salva"[3]
- "Una còpia de fórmula esgotada"[4]